# Megachile rhinoceros
Megachile rhinoceros är en biart som beskrevs av Alexander Mocsáry 1892.
Megachile rhinoceros ingår i släktet tapetserarbin och familjen buksamlarbin. Inga underarter finns listade i Catalogue of Life.